# 莱特雷姆
莱特雷姆（法語：Lestrem，法語發音：[letʁɛm]）是法国上法蘭西大區加来海峡省的一个市镇，位于该省西北部，和北部省接壤，属于贝蒂讷区。

## 地理
莱特雷姆（50°37'20"N, 2°41'6"E）面积21.15 平方千米，位于法国上法蘭西大區加来海峡省，该省份为法国北部沿海省份，西北濒北海，南至索姆省，东临北部省。
与莱特雷姆接壤的市镇（或旧市镇、城区）包括：拉戈尔格、梅维尔、利斯河畔卡洛讷、拉库蒂尔、安日、洛孔、里什堡、维埃耶沙佩勒。
莱特雷姆的时区为UTC+01:00、UTC+02:00（夏令时）。

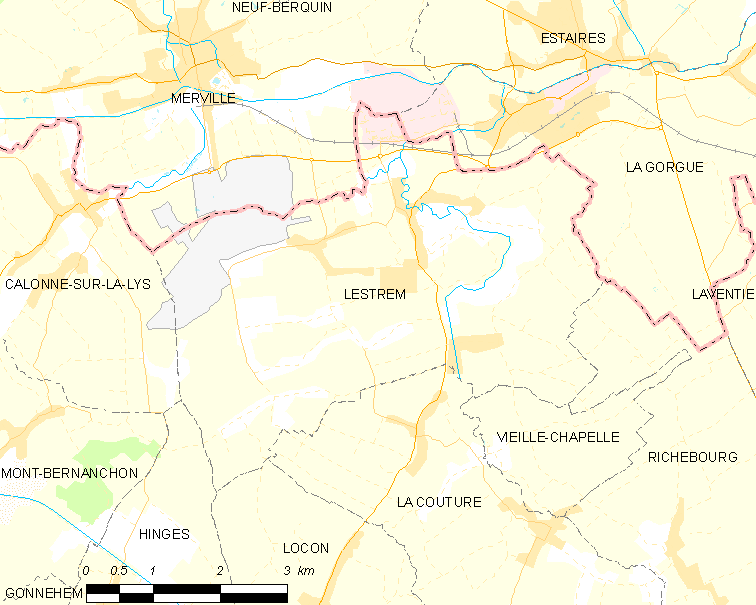
莱特雷姆的OSM定位图

## 行政
莱特雷姆的邮政编码为62136，INSEE市镇编码为62502。

## 政治
莱特雷姆所属的省级选区为利莱尔县。

## 人口

1962-2008年间莱特雷姆人口变化图示

莱特雷姆于2022年1月1日时的人口数量为5041人。